# 彼らは7人
『彼らは7人』（ロシア語: Семеро их) 作品30は、セルゲイ・プロコフィエフが1917年から1918年にかけて作曲したカンタータ。大オーケストラ、合唱、ドラマティック・テノールのための作品である。詞はコンスタンチン・バリモントの詩『古代の呼びかけ Зовы древности』から採られており、作曲はエッセントゥキとキスロヴォツクで進められた。1933年に作曲者自身によって改訂を施されている。演奏時間は7-8分。不協和音を多用し、近代音楽、特に原始主義へ接近した作品である。
本作が作曲された年には2月革命によりロシア皇帝ニコライ2世が退位させられている。これに引き続く形でロシア内戦が勃発したためプロコフィエフは亡命を余儀なくされ、『彼らは7人』がようやく初演されたのは1924年にパリにおいて、セルゲイ・クーセヴィツキーの指揮による演奏だった。ロシアでの初演が行われたのは1956年、プロコフィエフの死後のことだった。
楽曲が付された詩は紀元前3千年紀のメソポタミアの寺院から出土した楔形文字をロシア語へ翻訳したものであった。詩の中では元素を操る力を持つ7人の悪魔的な神と、彼らの持つ力のことが語られている。テッド・ヒューズとシェイマス・ヒーニーが編纂した1982年の詩選集『The Rattle Bag』には、この詩の英訳版が掲載されている。